# 40-90-Regel
Die 40-90-Regel ist eine Regel im deutschen Steuerrecht, die bestimmt, was steuerlich im Gegensatz zu anderen Finanzierungsformen als Leasing anzusehen ist.
Das finanzrechtliche Eigentum am Leasingobjekt wird nur dann der Leasinggesellschaft zugeschrieben, wenn die Grundmietzeit in einem angemessenen Verhältnis zur üblichen Nutzungsdauer steht. Dieses Verhältnis wird auf die Spanne zwischen 40 und 90 % festgelegt.
Das Leasingobjekt wird also nur dann dem Leasingnehmer, dem Nutzer des mobilen Objekts, als wirtschaftliches Eigentum zugeschrieben, wenn die Nutzungsdauer
- weniger als 40 % oder
- mehr als 90 %

der üblichen Nutzungsdauer beträgt. In solchen Fällen beurteilt das Finanzamt den Leasingvertrag in der Regel als Ratenkauf. Liegt sie dagegen zwischen den Grenzen, dann wird das Eigentum dem Leasinggeber zugerechnet und der Leasingvertrag also als solcher anerkannt. Hinzu kommt als weiteres Kriterium, dass die Anschaffungs- oder Herstellungskosten der Leasinggesellschaft (Leasinggeber) sowie alle Nebenkosten einschließlich der Finanzierungskosten des Leasinggebers in der Grundmietzeit durch die Leasingraten nur zum Teil gedeckt werden.
Maßgeblich für die Nutzungsdauer ist in der Regel die AfA-Tabelle.